# 鷹眼 (凱特·畢夏普)
鷹眼（凱特·畢夏普）（英語：Hawkeye (Kate Bishop)），是漫威漫畫的虛構女性超級英雄。由編劇艾倫·海因伯格和畫家占·張共同創作。她是漫威漫畫中首位使用「鷹眼」稱號的女性角色。
凱特·畢夏普受到偶像奇連·巴頓的啟發，繼承了「鷹眼」的稱號，並加入了少年復仇者。在奇連回歸後，凱特和他共用「鷹眼」這個稱號，後來更成為並肩作戰的拍檔。在奇連的鼓勵下，凱特在洛杉磯重組了西岸復仇者。
在漫威電影宇宙系列影視作品中，凱特·畢夏普由海莉·史坦菲德飾演。

## 出版歷史
凱特·畢夏普首次登場於《少年復仇者》第1期（2005年2月），由編劇艾倫·海因伯格和畫家占·張共同創作。在第12期，她承接了「鷹眼」的稱號。
2012年，凱特於《鷹眼》系列與另一位鷹眼奇連·巴頓共同擔任主角，該系列由麥特·弗遜撰寫及大衛·阿查繪畫。
2013年，凱特以鷹眼的稱號出現於由編劇基倫·吉倫和畫家占美·麥基維創作的新一冊《少年復仇者》系列。
2015年，凱特與奇連於《全新鷹眼》系列再度聯手擔任主角，該系列由傑夫·勒米雷撰寫及拉蒙·佩雷斯（Ramón Pérez）繪畫。
在2016年「Marvel NOW!」計劃中，凱特於新一冊的《鷹眼》系列首次獨自擔任主角，該系列由凱莉·湯遜撰寫及里安納度·羅米路（Leonardo Romero）繪畫。但該系列在2018年發行至第16期就停刊。湯遜同年稍後推出《西岸復仇者》系列，並讓凱特成為該團隊的領袖。
2021年，為了配合凱特在漫威電影宇宙初次登場，漫威推出了《鷹眼：凱特·畢夏普》迷你系列，該系列由瑪麗克·奈甘普撰寫，並由伊妮德·巴拉姆（Enid Balám）繪畫。

## 角色生平
凱特·畢夏普出生於曼克頓的一個富裕名流家庭，父母分別是戴力·畢夏普（Derek Bishop）和埃莉諾·畢夏普（Eleanor Bishop），她還有一個姐姐蘇珊·畢夏普（Susan Bishop）。後來埃莉諾在科羅拉多州波德遇害，留下戴力獨自撫養凱特和蘇珊。
小時候的凱特很崇拜父親戴力，但當得悉他背後的犯罪活動時，她不再敬仰戴力。在進一步調查戴力的非法行為時，凱特意外被戴力的敵對勢力綁架。凱特最終由鷹眼和復仇者救出，她因此轉而將鷹眼視為榜樣。
凱特曾在中央公園遇襲，此事令她深受創傷，但卻因此激發她接受嚴格的戰鬥訓練。

### 加入少年復仇者
凱特出席她姐姐的婚禮時，一群槍手突然闖入並挾持在場的賓客。少年復仇者隨即趕來營救，但不幸失手被擒。在危急關頭，凱特展現出勇氣與機智，不僅為少年復仇者解圍，還和他們聯手擊退槍手。
凱特在事後來到已成廢墟的復仇者總部追尋少年復仇者的蹤跡，並自薦加入他們的團隊。不久後，復仇者總部遭到征服者康的襲擊，凱特穿上仿聲鳥、鷹眼和劍客的裝備，與少年復仇者合力擊敗征服者康。凱特最終正式成為團隊的一員。
雖然少年復仇者成功阻止了征服者康，但美國隊長和鐵甲奇俠卻下令團隊解散，並拒絕在沒得到他們父母的同意下訓練他們。凱特不想就範，她認為最壞情況也不過是美國隊長和鐵甲奇俠向他們的父母告發，於是她把隊友帶到她父親名下公司的一個廢棄倉庫，將其改造成團隊的秘密基地。她也為隊友設計了新制服，因美國隊長曾明確要求「不要再穿那些制服」。
凱特與隊友易身女關係密切，而與隊友愛國者之間有一定的化學作用，儘管他倆的相處時常因爭吵和較勁而中斷。易身女和疾速都曾在不同場合指出凱特和愛國者關係曖昧，但凱特每次都立即否認。和新成員疾速初次見面時，凱特因未有英雄稱號而顯得遲疑，未能沉穩地自我介紹。儘管如此，她仍是團隊的核心成員，維繫成員之間的團結。在愛國者缺席時，她會擔任團隊的非正式副指揮。
愛國者在戰鬥中受傷，凱特當面直斥美國隊長，指責他不肯為少年復仇者提供訓練。美國隊長被凱特的說話打動，因為除了奇連沒有其他復仇者能像凱特那樣敢挑戰美國隊長的權威。美國隊長於是把鷹眼奇連·巴頓的弓箭贈予凱特，並希望她繼承當時已死的奇連的稱號，凱特答應並成為新的「鷹眼」。

### 結識奇連·巴頓
在大事件「內戰」中，凱特與其他少年復仇者支持美國隊長一方，反對超級英雄註冊法案。
未註冊的凱特和愛國者在逃避鐵甲奇俠的追捕時，遇到已經重生的奇連。當時奇連穿起了美國隊長的制服，手持美國隊長的盾，正協助鐵甲奇俠追捕他們，不知眼前的人是奇連的凱特痛斥他裝扮成美國隊長卻甘願成為政府打手，她解釋她使用鷹眼的稱號是為了向原鷹眼致敬，絕非為了模仿或羞辱他。她的話觸動了奇連，奇連於是將制服和盾歸還給鐵甲奇俠，並譴責他在內戰時的行為。
凱特一次跟愛國者約會，遭到身穿浪人制服的奇連襲擊，這是奇連對她的考驗。奇連隨後邀請凱特到秘密復仇者的隱藏基地，並挑戰她的箭術。他倆以「鷹眼」稱號和原本屬於奇連的弓作賭注，最終奇連以技術取勝，迫使凱特放棄稱號和弓，奇連藉這場比拼教導凱特應「要抓住機會」。替凱特不值的疾速帶她潛入秘密復仇者基地奪回弓。過程中，凱特偷聽到奇連對少年復仇者的讚賞，而奇連其實早已察覺凱特在偷聽。奇連及後拜訪她，承認她展現出領袖所需的決心，因此允許她使用他的稱號和弓，更將復仇者早期的一張合照送給凱特作為鼓勵。

### 參與大事件
在大事件「秘密入侵」中，凱特與她的少年復仇者隊友被史克魯爾人擊敗。他們在最終大戰中反擊，當凱特被擊昏時，奇連接過她的弓繼續戰鬥。
「黑暗王朝」期間，諾曼·奧斯朋組建了一隊新的少年復仇者。當兩隊少年復仇者相遇時，新隊同意接受原隊的評核，其中凱特負責評核處決者丹尼爾·杜布瓦。處決者認出鷹眼的真實身份是凱特，並以此威脅她，然而，原隊成員通過偽裝讓鷹眼與凱特同時出現，成功保護了凱特的秘密身份。
在大事件「圍城」中，凱特與少年復仇者一同對抗諾曼·奧斯本對阿斯加德的圍攻，凱特和愛國者不幸被困在坍塌的瓦礫下。二人發生一些爭執，愛國者因情緒激動突然吻了凱特，她表現驚訝並推開了他。他們隨後被隊友救出。
後來，奇連恢復使用「鷹眼」的稱號，但他鼓勵凱特繼續使用這個稱號，因為他認為這個世界可以同時容納兩個「鷹眼」的存在。
在事件「兒童十字軍」中，凱特與少年復仇者試圖尋找緋紅女巫的下落。在與末日博士的抗爭中，易身女和幻視不幸犧牲，導致少年復仇者解散，隨後的一段時間所有成員都保持低調。最後美國隊長用一番說話激勵餘下的少年復仇者，並正式認可他們是復仇者。

### 夥拍奇連·巴頓
奇連招募凱特成為他的拍檔，兩個鷹眼一起在布魯克林區專注打擊街頭罪行，主力對付運動服黑手黨。他們之間保持著一種導師與學生的關係，但同時他們經常互相較量。凱特曾跟奇連表達她十分重視這段夥伴關係，但當時他睡著了沒聽到她的心聲。在一次協助奇連的任務中，凱特擊倒了面具夫人，並冒充她的身份。但這惹怒了面具夫人，令她決心要對凱特展開復仇。
奇連因為鄰居被黑幫殺害而陷入低潮，他開始表現不成熟並拒絕接受幫助。凱特對此感到十分挫折，於是帶同奇連的「薄餅狗」幸運離開紐約前往洛杉磯一段時間。她抵達目的地時發現她的父親戴力已切斷對她的財政支援，讓她自生自滅。為了賺取生活費，凱特刊登廣告將自己描述為「半超級英雄半私家偵探」。凱特在洛杉磯與一個由面具夫人領導的犯罪組織發生衝突，她試圖瓦解這個組織，但發現自己的父親也牽涉其中。凱特致電其父，警告他會付出代價。
凱特回到紐約協助奇連擊敗運動服黑手黨，以保護奇連的鄰居和替被運動服黑手黨殺害的鄰居報仇。
與此同時，凱特與部份舊隊友重組少年復仇者，並吸納了一些新成員，包括美國小姐和驚奇男孩諾-法爾。凱特和美國小姐成為好友，在團隊解散後仍保持友誼和互相支持。凱特與驚奇男孩則短暫交往，但在驚奇男孩坦承自己更喜歡前女友後，兩人很快就分手。少年復仇者先上太空歷險。在得知前隊友疾速被綁架後，他們更穿梭於多元宇宙展開營救行動。
凱特和奇連接到神盾局的任務，要從九頭蛇基地搶奪一件名為「聖餐計劃」的危險武器，結果發現所謂武器是三名擁有強大靈能的異人族小孩。他們不信任神盾局，所以讓這些小孩暫時安置在奇連的公寓。奇連認為這些小孩的能力太過危險，所以當九頭蛇追蹤到他們時，奇連迫不得已決定將小孩交給九頭蛇。
凱特對奇連的信任產生了動搖，她決定獨自行動一段時間，以重新審視自己的生活以及與奇連的關係。最終奇連改變主意，與凱特制定計劃營救小孩。事後凱特告訴奇連，她想繼續單獨行動，因為她長期都將奇連視為榜樣，並透過鷹眼的身份來避免成為父親那樣的人，但現在她已經準備好成為真正的自己。
在夥拍奇連期間，凱特經常進出他的公寓，因此有機會參與一些與奇連相關的事件。有一次，凱特捲入了奇連和死侍的聯合行動，並協助他們擊敗黑貓，阻止了神盾局人員的資料外洩。另一次，凱特替奇連看家，讓她遇到了來自替代宇宙的老人盧根。盧根誤以為自己回到了過去，最後經美國隊長和凱特解說，他終意識到這宇宙並非他的過去。
在大事件「內戰II」中，奇連暗殺了浩克，凱特對此感到憤怒，但也同情奇連的處境。她對媒體因奇連的所為而攻擊她更為不滿，所幸她得到以前的少年復仇者隊友的慰問。在內戰的衝突中，她支持鐵甲奇俠一方。

### 西岸活動
內戰後，凱特搬回洛杉磯，並創立「鷹眼偵探社」展開私家偵探事業。過程中凱特結識了一些新朋友，其中包括尊尼·華斯（Johnny Watts），他們也加入了偵探社。偵探社初期運營並不順利，因為許多訪客以為「鷹眼」是指奇連。凱特接手的第一宗案件背後牽涉到她父親戴力與面具夫人的勾結。面具夫人綁架了凱特，並以克隆技術複製凱特的身體，冒充她的身份，但最終被凱特擊退。之後，凱特與尊尼開始交往。
在大事件「秘密帝國」中，有意識的宇宙魔方科比克（Kobik）將凱特和部份英雄送回過去，展開一場自我發現的旅程。凱特遇到年輕的奇連，當時他正被迫參與其導師劍客的測試。凱特與奇連合作擊敗劍客。在見識過奇連的導師後，凱特意識到儘管奇連身上有一些缺點，但她很幸運有他作為自己的導師。最終凱特被傳送回未來。
奇連也來到洛杉磯，在他的鼓勵下，凱特重新組建並領導西岸復仇者，隊伍成員包括她的男友尊尼·華斯（取了英雄稱號「熔合」）和她的好友美國小姐。他們通過參與真人騷來籌集營運資金。西岸復仇者其中一個敵人是由面具夫人創立的西岸版邪惡大師。在這期間，凱特發現她的母親埃莉諾仍然活着，但成了一隻吸血鬼。目睹埃莉諾的惡行後，凱特拒絕接納她。
在大事件「界域之戰」中，凱特與幾位超級英雄被巴德爾招募，一同保護奧丁的新生女兒勞薩（Laussa），凱特戲稱這隊組合為「保姆俱樂部」（Babysitters Club）。但整趟旅程其實是勞薩的潛意識在召集戰士參與界域之戰，凱特知道真相後決定參戰。
凱特不久就跟熔合分手。

### 回到紐約
在收到一封神秘邀請後，凱特從洛杉磯回到紐約，發現邀請者是她疏遠已久的姊姊蘇珊。蘇珊委託她調查一隻圖章戒指的失竊案，後來凱特發現那隻戒指其實是宇宙魔方碎片，且被人利用作精神操縱。凱特找來好友美國小姐和螫針協助解決事件，而過程中凱特也和蘇珊重修關係。
在大事件「血獵」中，美國隊長招募凱特短暫加入復仇者，以對抗吸血鬼的侵略。

## 能力
凱特·畢夏普是一位技術高超的弓箭手，亦精通多種武器與格鬥技巧，包括劍擊、踢拳及各種武術。
在《少年復仇者》初次登場時，她曾使用雙戰鬥棍、長劍和弓箭。但當繼承了「鷹眼」的稱號後，弓箭便成為她的首選武器。
黑豹曾為她提供過特製的箭矢。與奇連·巴頓夥拍後，凱特開始使用奇連的「古惑箭」（Trick Arrows），那是一種擁有特殊功能箭頭的箭矢。
此外，凱特有時候會從隊友暫時借用一些特殊的弓，例如詭族合成靈魂弓和魔法弓，這兩把弓的弦和射出的箭均由能量組成。

## 評論反應
加利·獲加在漫畫書資源網形容凱特·畢夏普是經驗豐富的街頭英雄。獲加指出，肩負鷹眼稱號並非易事，但凱特至今都做得相當不錯。儘管凱特出身富裕，但她已逐漸學會如何幫助普通人和理解他們的困境。獲加更稱讚凱特注意到美國東西岸超級英雄分佈不均的問題，因此前往洛杉磯發揮所長。在沒其他少年復仇者或奇連·巴頓的協助下，她證明自己可以是一個強大的街頭英雄。
莎拉·森楚里在Syfy形容凱特是其中一個「過去二十年最受歡迎的漫威新角色」，並表示凱特是少數真心享受英雄日常生活的超級英雄，她將這視為自己的職責，而非無止境的道德負擔。森楚里認為，過去在漫畫出現過太多情緒陰鬱或過度好鬥的英雄，現在有機會見到一個角色，如此真心喜歡自己所做的事，實在令人耳目一新。森楚里更稱，凱特偶爾表現得有點衝動和急躁，但她其實充滿樂趣、純真與幽默，她的熱情甚至多次使奇連振作起來。
格林美·麥美倫在荷里活報導指出，凱特起初只是配角，但隨着她展現出比其導師奇連更細心、能幹，還有更衝動的特質，她很快就晉升為主角。麥美倫也評價凱特在其首部個人漫畫作品《鷹眼》（2016）的表現，指出她從少年復仇者中最能幹、自信的成員，轉變成一個典型的私家偵探，通過巧合、意外、個人魅力等因素，配合其多變和令人驚豔的技能完成任務。她成為一位與眾不同的漫畫英雄，其迷人魅力令人享受。
露絲·黎特在Nerdist形容凱特是一位聰明、充滿活力的超級英雄，可以為團隊帶來一些急需的新鮮活力，她亦擁有大量的粉絲支持。因此黎特當時對凱特加入漫威電影宇宙充滿期待。

## 出版物評價

### 《鷹眼》（2016）
根據鑽石漫畫發行公司的資料，《鷹眼》第1期是2016年12月排名第16暢銷的漫畫。亦是在2016年全年排名第241暢銷的漫畫。
謝夫·歷在IGN給予《鷹眼》第1期8.8分，並表示這部作品憑強大的創作團隊以及出色的開局，成功達到所有目標，凱特·畢夏普亦能在故事中發揮所長。歷形容這部作品的凱特是一個既可信又值得支持的角色，她的機智與才能在故事開篇已得到充份發揮。歷總結，這部作品擁有出色的美術和紮實的設定，展現出極大的發展潛力。
班頓·古里路在ComicsVerse給予《鷹眼》第1期84%的分數。古里路認為，凱特在其個人漫畫中表現出活潑、充滿個人特色的一面，創作團隊亦以一個有趣的方式去探索凱特的私家偵探事業和她打擊犯罪的行為。

### 《鷹眼：凱特·畢夏普》（2021）
根據鑽石漫畫發行公司的資料，《鷹眼：凱特·畢夏普》第1期是2021年11月排名第32暢銷的漫畫。亦是2021年全年排名第801暢銷的漫畫。
德斯汀·賀蘭在漫畫書資源網表示，《鷹眼：凱特·畢夏普》第1期的結局揭示了一位隱藏的敵人，為凱特接手的案件帶來顛覆的變化，令讀者期待故事的後續發展。賀蘭亦形容，創作團隊為這部作品注入的活力強大得令人無法忽視，令這部作品成為一個優秀的新系列。
美瑾·彼得斯在ComicBook.com給予《鷹眼：凱特·畢夏普》第1期4星（滿分為5星）。彼得斯表示，第1期的開場與結尾同樣有力，其中結尾留下的懸念為凱特精心設置了一個陷阱，讀者可預計她將會以其一貫略帶笨拙的方式應對挑戰。彼得斯又指，凱特很少會失手，這部作品定能助她攀上全新巔峰。

## 替代宇宙的其他版本
| 版本                     | 介紹 |
| ------------------------ | --- |
| 終極宇宙                 | 在終極宇宙中，凱特·畢夏普與她的家人都是九頭蛇成員。凱特與同學麥爾斯·莫拉雷斯成了情侶後，麥爾斯向凱特透露他是蜘蛛俠，這讓她十分恐慌並不再和他說話。凱特將這個秘密告訴她的家人，她的父親戴力於是綁架了麥爾斯。但凱特見到麥爾斯被折磨的模樣，心有不忍，似乎仍對他懷有感情。麥爾斯成功脫險後，他立即與凱特分手。 |
| 「兒童十字軍」的替代未來 | 在事件「兒童十字軍」所描述的一個替代未來中，凱特以鷹眼之名為征服者康領導的復仇者效力。她跟繼承了快銀之名的疾速結了婚並懷有一對雙胞胎。而她的制服已改良到近似奇連·巴頓早期的制服。 |
| 秘密戰爭                 | 在大事件「秘密戰爭」中，出現了一個1602年代版本的凱特。她活躍於戰域「占士國王的英格蘭」，並效仿羅賓漢劫富。她在一次行動中被制裁者警長逮捕，隨後遭判流放至戰域「護盾」。在流放地，她與美國小姐結成朋友，並加入了冥界遊騎兵，最終與美國小姐一起成功逃脫。                                                       |
| 假如？                   | 在《假如？M氏家族》中，全球所有英雄喪失超能力後僅一個月，凱特與少年復仇者便遭紅骷髏殘忍殺害。其中，凱特是被宇宙魔方的力量所殺。 |
| 暮狼歸鄉                 | 在《暮狼歸鄉》的前傳《老人鷹眼》中，已步入中年的的凱特擔任一處庇護區的市長。她協助奇連對曾殺害復仇者的雷霆特攻隊展開復仇。復仇成功後，奇連請求她幫忙運送一箱超級戰士血清，她拒絕並離開了他，因她不想參與奇連無止境的復仇行動。凱特準確預測這次行動會導致奇連喪命。                                           |

## 其他媒體

### 電視動畫
- 《復仇者聯盟之正義出擊（英语：Avengers Assemble (TV series)）》：在第三季第13集〈進入未來〉客串，沒有對白。劇情講述在一個被征服者康統治的未來，凱特·畢夏普／鷹眼是其中一名反抗者。

### 漫威電影宇宙

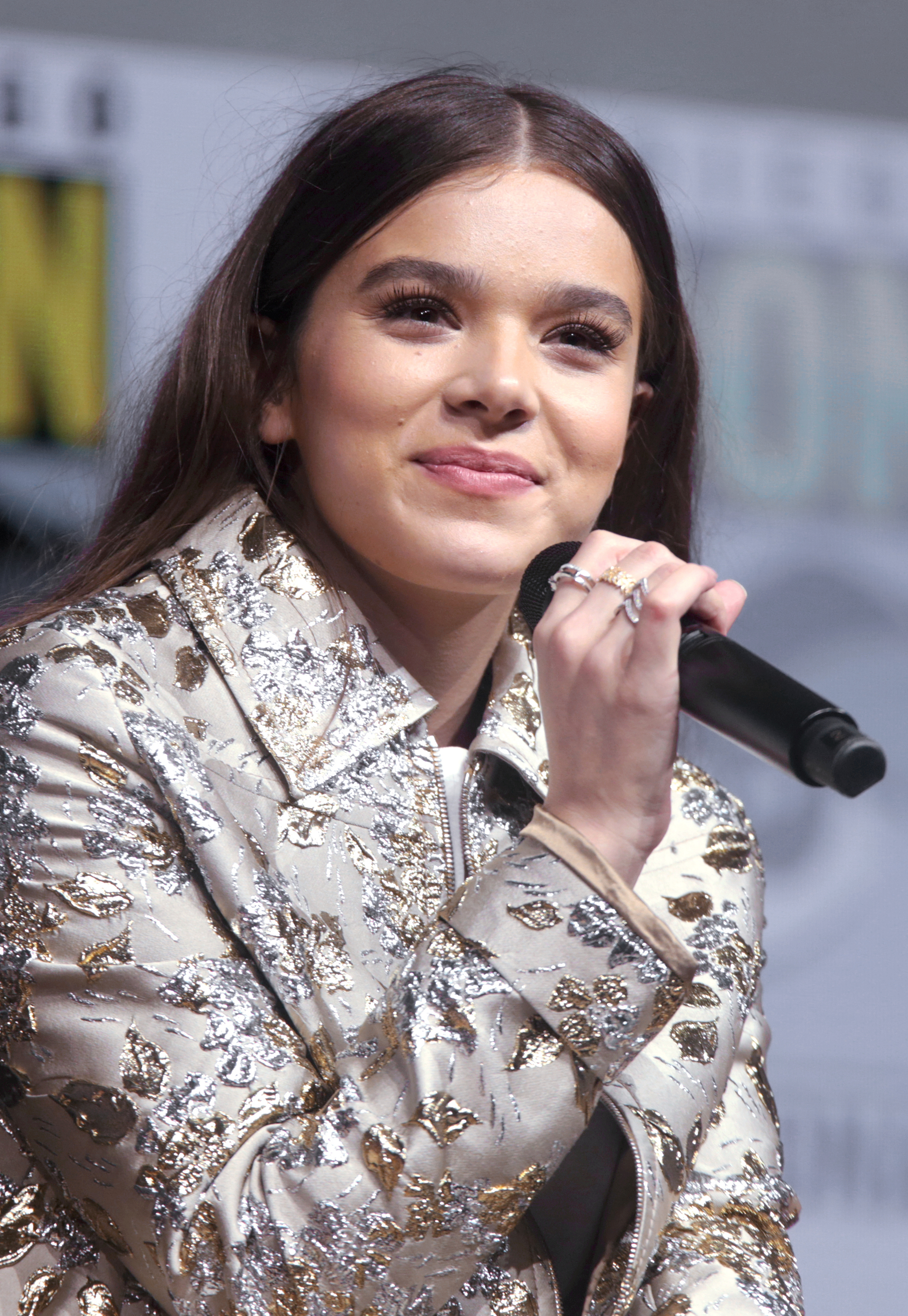
飾演凱特·畢夏普的海莉·史坦菲德

漫威電影宇宙中，由海莉·史坦菲德飾演凱特·畢夏普。
- 劇集《鷹眼》（2021年）：在紐約之戰中，凱特被奇連·巴頓救下，因而受啟發開始學習箭術和參與格鬥訓練。多年後，她在調查一個被運動服黑手黨（英语：Tracksuit Mafia）襲擊的拍賣會時，無意間穿起了浪人的戰鬥服，遇到了她的偶像奇連，並陪同他一同對付運動服黑手黨和金霸王。

- 電影《驚奇隊長2》（2023年）：客串，劇情講述凱特被Ms. Marvel招攬組合一隊年輕超級英雄團隊。[70]

- 動畫劇集《無限可能：假如…？》第三季（2024年）：出現於第6集〈假如在1872年？〉，配音演出。

### 電子遊戲
- 《漫威英雄 Online》：以鷹眼（奇連·巴頓）的制服出現，由班納特·阿巴拉（英语：Bennett Abara）配音。[71]

- 《Marvel：復仇者聯盟（英语：Marvel Avengers Alliance）》[72]

- 《樂高：復仇者聯盟（英语：Lego Marvel's Avengers）》[73]

- 《漫威 Puzzle Quest（英语：Marvel Puzzle Quest）》[74]

- 《MARVEL未來之戰》[75]

- 《樂高漫威超級英雄2（英语：Lego Marvel Super Heroes 2）》：下載包擴充後玩家可使用的角色。[76]

- 《漫威復仇者聯盟》：下載包擴充後玩家可使用的角色，由艾許利·柏區配音。[77]

- 《MARVEL未來革命》[78]

- 《要塞英雄 大逃殺》[79]

- 《漫威復仇者學院（英语：Marvel Avengers Academy）》[80]

- 《Marvel超級爭霸戰（英语：Marvel Contest of Champions）》[81]

- 《漫威神威戰隊》[82]

- 《漫威對決》

- 《漫威：瞬戰超能（英语：Marvel Snap）》[83]

### 廣播劇
- 《荒地者（英语：Marvel's Wastelanders）》：出現於「鷹眼」一節，由翠茜·湯姆斯（英语：Tracie Thoms）聲演。

## 收藏版
凱特的個人故事收錄在多個合訂本：
| 書名                               | 收錄故事 | 頁數   | 出版日期      | ISBN           |        |
| 合訂本                             | 合訂本   | 合訂本 | 合訂本        | 合訂本         | 合訂本 |
| ---------------------------------- | -------- | ------ | ------------- | -------------- | ------ |
| 鷹眼：凱特·畢夏普 第一冊：錨點     |          | 136    | 2017年6月13日 | 978-1302905149 |        |
| 鷹眼：凱特·畢夏普 第二冊：面具     |          | 136    | 2018年1月2日  | 978-1302905156 |        |
| 鷹眼：凱特·畢夏普 第三冊：家庭團聚 |          | 112    | 2018年5月22日 | 978-1302910976 |        |
| 鷹眼：凱特·畢夏普                  |          | 120    | 2022年5月10日 | 978-1302932992 |        |
| 圖像小說合訂本                     |          |        |               |                |        |
| 鷹眼：私家偵探                     |          | 288    | 2019年8月20日 | 978-1302917951 |        |
| 鷹眼：向西                         |          | 224    | 2021年3月30日 | 978-1302923433 |        |
| 鷹眼：團隊精神                     |          | 248    | 2022年3月15日 | 978-1302934781 |        |

## 外部連結
- 鷹眼（凱特·畢夏普）（页面存档备份，存于） 在 Marvel.com
- 凱特·畢夏普（页面存档备份，存于） 在 Marvel Wiki
- 凱特·畢夏普（页面存档备份，存于） 在 Comic Vine